# گمینا کولسکو
گمینا کولسکو (به لهستانی:  Gmina Kolsko) یک گمینا در لهستان است که در شهرستان نووا سول واقع شده‌است. گمینا کولسکو ۸۰٫۵۷ کیلومتر مربع مساحت و ۳٬۲۷۲ نفر جمعیت دارد.